# Huta Pasir Ulak Tano
Huta Pasir Ulak Tano is een bestuurslaag in het regentschap Padang Lawas van de provincie Noord-Sumatra, Indonesië. Huta Pasir Ulak Tano telt 355 inwoners (volkstelling 2010).